# 김형철 (야구 선수)
김형철(金炯哲, 1980년 5월 26일 ~ )은 KBO 리그 전 KIA 타이거즈의 내야수이다.

## SK 와이번스시절
2003년 SK 와이번스에 입단하여 2군에서 좋은 성적을 올렸으나 1군 출장 기회는 많지 않았다.

## KIA 타이거즈시절
2008년 이성우, 채종범과 함께 전병두, 김연훈의 트레이드 상대로 KIA 타이거즈로 이적했다. 이후 대수비, 대주자 요원으로 간간히 출장하곤 하였다.
2008년 7월 11일에는 친정팀 SK 와이번스를 상대로 2년 만의 타점을 결승타로 올리기도 했다. 또한 2010년 시즌에는 내야수 박기남의 부상 공백기에 잠시 1군에 모습을 드러냈지만 9타수 1안타라는 저조한 성적을 뒤로 한채 2010년 10월 6일 문현정, 손정훈과 함께 방출 통보를 받았다.

## 출신 학교
- 장안초등학교
- 건국대학교 사범대학 부속중학교
- 덕수정보산업고등학교
- 성균관대학교

## 통산 기록
| 년도 | 팀    | 경기수 | 타수 | 득점 | 안타 | 홈런 | 타점 | 도루 | 4사구 | 삼진 | 타율  | 장타율 |
| ---- | ----- | ------ | ---- | ---- | ---- | ---- | ---- | ---- | ----- | ---- | ----- | ------ |
| 2003 | SK    | 2      | 3    | 0    | 0    | 0    | 0    | 0    | 0     | 0    | 0.000 | 0.000  |
| 2004 | SK    | 23     | 41   | 0    | 7    | 0    | 5    | 1    | 4     | 10   | 0.171 | 0.195  |
| 2005 | SK    | 20     | 8    | 1    | 3    | 0    | 1    | 0    | 0     | 1    | 0.375 | 0.500  |
| 2006 | SK    | 60     | 47   | 11   | 7    | 0    | 1    | 2    | 2     | 12   | 0.149 | 0.170  |
| 2007 | SK    | 2      | 3    | 0    | 0    | 0    | 0    | 0    | 0     | 0    | 0.000 | 0.000  |
| 2008 | KIA   | 45     | 40   | 4    | 5    | 0    | 1    | 1    | 0     | 12   | 0.125 | 0.125  |
| 2009 | KIA   | 6      | 3    | 1    | 1    | 0    | 0    | 0    | 0     | 1    | 0.333 | 0.333  |
| 2010 | KIA   | 9      | 9    | 1    | 1    | 0    | 0    | 0    | 0     | 3    | 0.111 | 0.111  |
| 통산 | 8시즌 | 167    | 154  | 18   | 24   | 0    | 8    | 4    | 7     | 39   | 0.156 | 0.175  |

2022- 서울동산고등학교 감독